# マクシミリアン・アルノルト
マクシミリアン・アルノルト（Maximilian Arnold, 1994年5月27日 - ）は、ドイツ・ザクセン州リーザ出身のサッカー選手。ブンデスリーガ・VfLヴォルフスブルク所属。ポジションはMF。

## 経歴

### クラブ
2006年から所属する1.FCディナモ・ドレスデンのユースチームを経て、2009年にVfLヴォルフスブルクのユースチームに入団した。
2011年、トップチームに昇格。11月26日、FCアウクスブルク戦で17歳と5ヶ月、30日でプロデビューを果たし、クラブのブンデスリーガ最年少デビュー記録を更新した。2013年4月13日、TSG1899ホッフェンハイム戦でプロ初得点を記録し、クラブの最年少得点記録を更新した。

### 代表
ドイツ代表として各年代でプレーしている。
2014年5月13日に行われたポーランド代表との親善試合でA代表初出場を果たした。
2021年の東京オリンピックではドイツ代表のキャプテンを務めた。

## タイトル
クラブ
VfLヴォルフスブルク
- DFBポカール 2014-15
- DFLスーパーカップ 2015